# Abdoulaye Kote
Abdoulaye Kote (ur. 25 marca 1955) – senegalski judoka. Dwukrotny olimpijczyk. Zajął siódme miejsce w Montrealu 1976; dziesiąte w Moskwie 1980, w wadze ciężkiej i open.
Mistrz igrzysk afrykańskich w 1978. Brązowy medalista wojskowych MŚ w 1977 roku.

## Letnie Igrzyska Olimpijskie 1976
| Konkurencja | Eliminacje                  | Eliminacje                 | Repsaże                 | Klas. końcowa |
| Konkurencja | Przeciwnik I                | Przeciwnik II              | Przeciwnik I            | Miejsce       |
| ----------- | --------------------------- | -------------------------- | ----------------------- | ------------- |
| +93 kg      | Hans-Jakob Schädler (LIE) Z | Günther Neureuther (FRG) P | Güsemijn Dżalaa (MGL) P | 7.            |

## Letnie Igrzyska Olimpijskie 1980
| Konkurencja | Eliminacje            | Klas. końcowa |
| Konkurencja | Przeciwnik I          | Miejsce       |
| ----------- | --------------------- | ------------- |
| +95 kg      | Jean Zinniker (SUI) P | 10.           |

| Konkurencja | Eliminacje                      | Klas. końcowa |
| Konkurencja | Przeciwnik I                    | Miejsce       |
| ----------- | ------------------------------- | ------------- |
| open        | Dambadżawyn Cend-Ajuusz (MGL) P | 10.           |